# Cère (rivière)
Pour la rivière homophone, voir Sère (rivière). Pour les homonymes, voir Cère.
La Cère est une rivière française du Massif central qui coule dans les départements du Cantal, de la Corrèze, et du Lot.
Sur une vingtaine de kilomètres, son cours sert de limite entre d'une part la Corrèze (région Nouvelle-Aquitaine) et d'autre part, le Cantal (région Auvergne-Rhône-Alpes) puis le Lot (région Occitanie).
C'est le plus important affluent situé en rive gauche de la Dordogne, en aval de Bretenoux. Sa vallée agricole habitée est en voie de périurbanisation.

## Géographie

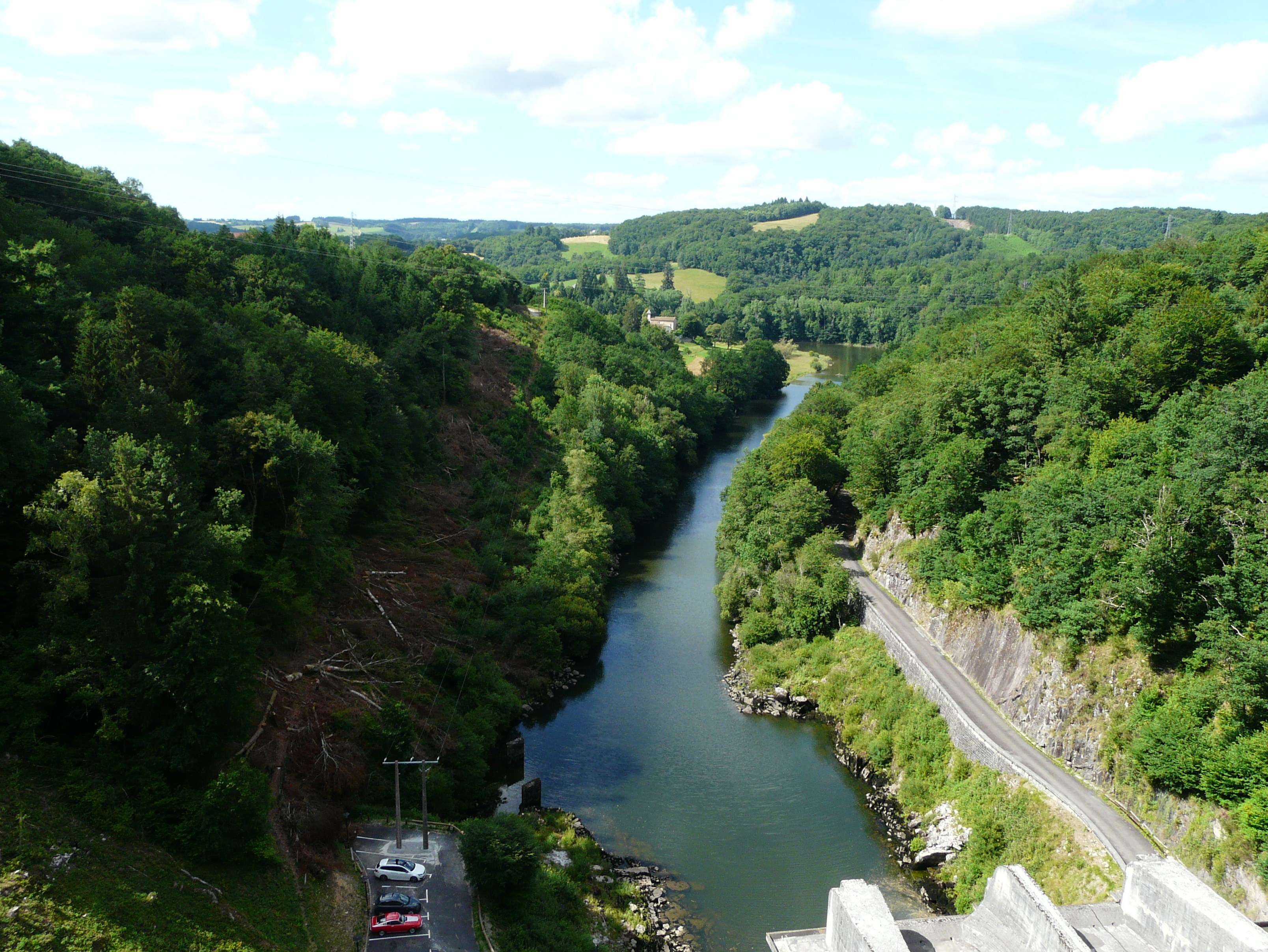
Les versants sont constitués de nombreux ressauts, talus et ruptures de pente, que vient souvent souligner la végétation (boisements linéaires et bosquets).

La Cère prend sa source vers 1 370 mètres d'altitude dans le Cantal (parc naturel régional des Volcans d'Auvergne) à l'ouest du col de Font de Cère (« source de la Cère » en auvergnat), au Lioran, dans le massif du Plomb du Cantal. Elle forme l'une des vallées principales des monts du Cantal avant de déboucher dans le petit bassin sédimentaire d'Aurillac. Les limites de cette vallée sont déterminées par la morphologie du cirque glaciaire à l’amont, des lignes de crête sur les versants, du verrou glaciaire du Pas de Cère. Quelques replats dus à la présence de roches plus dures (basalte et trachyte), qui ont mieux résisté à l’érosion des glaciers, en modifient localement le profil.
Elle parcourt ensuite la châtaigneraie cantalienne jusqu'à Laroquebrou, puis s'encaisse en gorges dans la Xaintrie.
Elle se jette enfin dans la Dordogne en rive gauche, à l'aval de Bretenoux sur la commune de Prudhomat.
La longueur de son cours d'eau est de 120,4 km.
Elle donne son nom à plusieurs des communes qu'elle traverse ou longe : Vic-sur-Cère, Arpajon-sur-Cère, Laval-de-Cère, Gagnac-sur-Cère, Biars-sur-Cère.
L'amont est une vallée glaciaire typique, en forme d’auge qui fait une entaille profonde de 350 mètres de dénivelé. Les sols riches et les faibles contraintes ont permis une mise en valeur agricole intégrale du fond de cette vallée. Les prairies de fauche y sont dominantes et la mécanisation est très développée. Ce fond est également marqué par l’habitat pavillonnaire, en pleine expansion et les bâtiments artisanaux ou industriels. Les parties les plus pentues des versants (établis dans des roches d’origine volcanique, constituées essentiellement des brèches) sont par contre couvertes de forêts qui forment des rubans continus. Les zones mal desservies se ferment progressivement, l’abandon des pâturages favorisant la colonisation par la lande qui s’installe rapidement, avec déjà parfois la présence de petits arbustes pionniers. Des châteaux et demeures bourgeoises sont implantés sur des terrasses en pied de versant ou à mi-pente. Des affleurements rocheux (brèches) perçant le couvert forestier des versants donnent aux paysages un aspect ruiniforme. Au-dessus de Vic-sur-Cère (au verrou glaciaire du Pas-de-Cère), la vallée change pour devenir une vallée en V avec, de fait, un fond de vallée plus exigu et moins exploitable ou habitable. Vers l'aval, les pentes des versants s'adoucissent progressivement pour venir mourir aux portes d'Aurillac. À l’ouest du bassin d’Aurillac, dans la partie aval de l’ensemble de paysages, la vallée est à nouveau encaissée et devient ennoyée à partir de Saint-Étienne-Cantalès, par le lac de retenue du barrage.

## Hydronymie
L'hydronyme Cère aurait une racine pré-indo-européenne ser désignant une hauteur d'où s'écoule le cours d'eau. On peut y voir aussi la racine car qui désigne la pierre, le caillou (comme la Garonne ou le Cher, les mots carrière, calcul et caillou, et de nombreux autres hydronymes). Albert Dauzat reste flou à ce sujet.

## Légende
Une petite nymphe avait permis à Cérès, la déesse des moissons, de retrouver sa fille emportée aux enfers par Pluton. Aussi, quand la nymphe se trouva menacée par Apollon, Cérès vola à son secours et la transforma en une rivière qu'en souvenir on appela la Cère.

## Départements et communes traversés
La Cère traverse trois départements, dans autant de régions différentes, et 28 communes, soit d'amont vers l'aval :
- Cantal (région Auvergne-Rhône-Alpes) : Saint-Jacques-des-Blats (source), Thiézac, Vic-sur-Cère, Polminhac, Yolet,	Vézac, Giou-de-Mamou, Arpajon-sur-Cère, Roannes-Saint-Mary, Ytrac, Sansac-de-Marmiesse, Saint-Mamet-la-Salvetat, Lacapelle-Viescamp, Le Rouget-Pers, Saint-Étienne-Cantalès, Saint-Gérons, Laroquebrou, Siran et Montvert ;
- Corrèze (région Nouvelle-Aquitaine) : Goulles, Saint-Julien-le-Pèlerin et Camps-Saint-Mathurin-Léobazel ;
- Lot (région Occitanie) : Sousceyrac-en-Quercy, Laval-de-Cère, Gagnac-sur-Cère, Biars-sur-Cère, Bretenoux et Prudhomat (confluence avec la Dordogne.

## Hydrographie

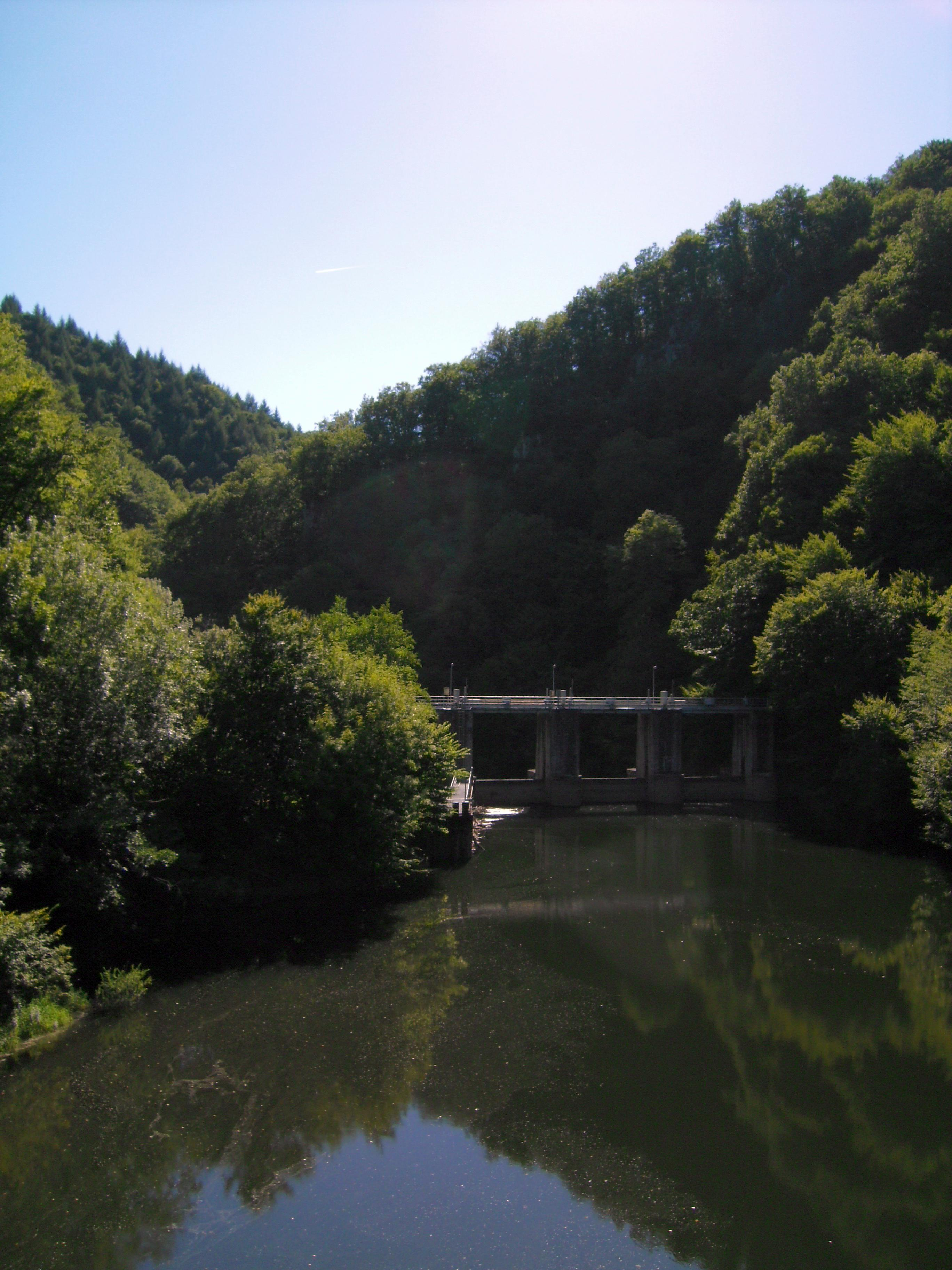
Le barrage de Lamativie.

C'est la rivière la plus importante du Cantal.
On trouve dans la Coutume d'Auvergne que La Cère ne tolle ni ne baille', autrement dit, elle ne peut ni prendre de terrain, ni en donner par ses alluvions. De ce fait, son cours qui avait tendance à changer a été maintenu dans le même lit.
En raison de sa grande hauteur de dénivellation et de son débit abondant, on trouve que des barrages ont été installés sur son cours et sur ses affluents depuis très longtemps: d'abord des moulins placés sur des biefs de dérivation, et depuis le XXe siècle des barrages avec un lac de retenue.

### Moulins
Comme l'établissement d'un moulin était une propriété d'une grande valeur, et comme sa concession donnait lieu à un acte d'autorisation du seigneur haut-justicier, on trouve de nombreuses mentions de reconnaissances, de vente, de contestations portant sur des moulins sur la Cère, et cela depuis le XIIIe siècle.
Certains ne subsistent que par un toponyme : Moulinier, Martinet (ancienne forge), etc. Très peu étaient utilisés pour moudre le grain, et la plupart pour animer des usines, parfois très petites, qui étaient situées au-dessus de la Cère ou de l'un des torrents de montagne qui lui sont affluents.
Mais un grand nombre ont encore leur bâtiment, leur bief, et parfois leur mécanisme :
- Moulin du Vialard, à Vic-sur-Cère (bâtiment restauré par la municipalité, mais avec un bief asséché), du Mourdier à Comblat ;
- Moulin de Vixouze, de Marfons, à Polminhac ;
- Moulin de Caillac, à Vézac, dans le domaine du château de Caillac.

### Barrages de retenue
La plus ancienne centrale hydroélectrique est le barrage de Vic-sur-Cère installé en 1897 dans le bief d'un ancien moulin.
Le plus important est actuellement le barrage de Saint-Étienne-Cantalès .
Il est suivi immédiatement du barrage de Nèpes dont les eaux sont amenées par conduite forcée jusqu'à l'usine hydroélectrique de Lamativie, quinze kilomètres en aval.
Un autre barrage est implanté à Camps ; l'usine hydroélectrique qui se trouve neuf kilomètres plus bas, en amont de Laval-de-Cère, reçoit par conduites forcées l'eau des retenues de Lamativie (sur la Cère), des ruisseaux de Candes (barrage de Candes à Comiac) et d'Escalmels.
Un autre petit édifice, le barrage de la Brugale, est installé deux kilomètres en aval de Laval-de-Cère.

### Hydrologie
Le débit moyen annuel de la Cère, calculé sur 26 ans, de 1983 à 2008, à Biars-sur-Cère (Bretenoux), est de 26,4 m3/s pour une surface de bassin de 1 096 km2 .
La rivière présente d'importantes fluctuations saisonnières de débit, avec des hautes eaux d'hiver-printemps de 31 à 42,8 m de novembre à avril inclus (avec un maximum en janvier-février), et des maigres d'été, en juillet-août-septembre, entraînant une baisse du débit moyen mensuel jusqu'à 5,97 m au mois d'août, ce qui reste satisfaisant.
À l'étiage, le VCN3 peut chuter jusque 1,9 m3/s, en cas de période quinquennale sèche, soit 1 900 litres par seconde, ce qui n'est pas trop sévère.
Les crues peuvent être assez importantes, caractéristique partagée par la plupart des affluents de la Dordogne, mais sans commune mesure avec les crues des affluents de l'ouest du bassin de la Loire (Creuse, Gartempe, Mayenne, Sèvre Nantaise) ou les cours d'eau cévenols (Ardèche, Cèze, Gardon, etc.). Plusieurs crues majeures de la Cère peuvent être mentionnées : 24 septembre 1886, 27 janvier 1959, 13 janvier 1962, 6 février 1974, 2 février 1976, 6 janvier 1982, 18 mars 1988, 3-4 décembre 2003, 12-13 janvier 2004.
Ainsi les QIX 2 et QIX 5 valent respectivement 170 et 250 m3/s. Le QIX 10 est de 310 m3/s, le QIX 20 de 360 m3/s, tandis que le QIX 50 se monte à 430 m3/s.
Toujours à Biars-sur-Cère, le débit instantané maximal enregistré durant la période d'observation, a été de 274 m3/s le 26 février 1995, tandis que la valeur journalière maximale était de 251 m3/s le 3 janvier 1994. En comparant la première de ces valeurs à l'échelle des QIX de la rivière, il apparaît que cette crue n'était pas d'ordre décennal.
La Cère est une rivière très abondante. La lame d'eau écoulée dans le bassin versant de la rivière est de 757 millimètres annuellement, ce qui est très élevé, plus de deux fois la moyenne de la France entière tous bassins confondus, et résulte entre autres d'une pluviosité fort abondante sur la partie du bassin situé sur les pentes du Cantal. Le débit spécifique (ou Qsp) atteint 23,9 litres par seconde et par kilomètre carré de bassin.

### Principaux affluents
La Cère a deux bras et 58 affluents contributeurs référencés dont les principaux sont :
- le Mamou, 15,4 km, rive droite
- la Jordanne, 40,6 km, rive droite
- le ruisseau de Lentat, 10,7 km, rive gauche
- le ruisseau de Roannes, 20,1 km, rive gauche
- le ruisseau d'Angles, 9,7 km, rive gauche
- l'Authre, 42 km, rive droite
- le ruisseau du Pontal, 13,3 km, rive gauche
- le ruisseau de Lacamp (ou ruisseau d'Auze[10]), 14,9 km, rive droite
- le ruisseau de Branugues, 10,1 km, rive droite
- le ruisseau d'Escalmels, 24,7 km, rive gauche
- le ruisseau de Candes, 7,6 km, rive gauche
- le ruisseau d'Orgues, 11,1 km, rive droite
- le ruisseau de Négreval, 9,8 km, rive gauche

## Infrastructures
La vallée de la Cère constitue un des axes de communication majeurs du département (route Clermont-Ferrand / Aurillac). La vallée est en effet une zone particulièrement fréquentée tant en période hivernale (proximité de la station de ski du Lioran) qu’en période estivale (station touristique de Vic-sur-Cère). Cette fonction a été à l’origine de la mise en place d’infrastructures routières et ferroviaires, ayant nécessité des aménagements lourds (ouvrages d’art tels que viaducs, tunnel), passages en déblais…) qui marquent fortement les paysages, à toutes les échelles de perception (visions lointaine et rapprochée).

## Nature et patrimoine

### Repérage
- À Saint-Jacques-des-Blats :
- À Thiézac :
  - le Pas de Compaing

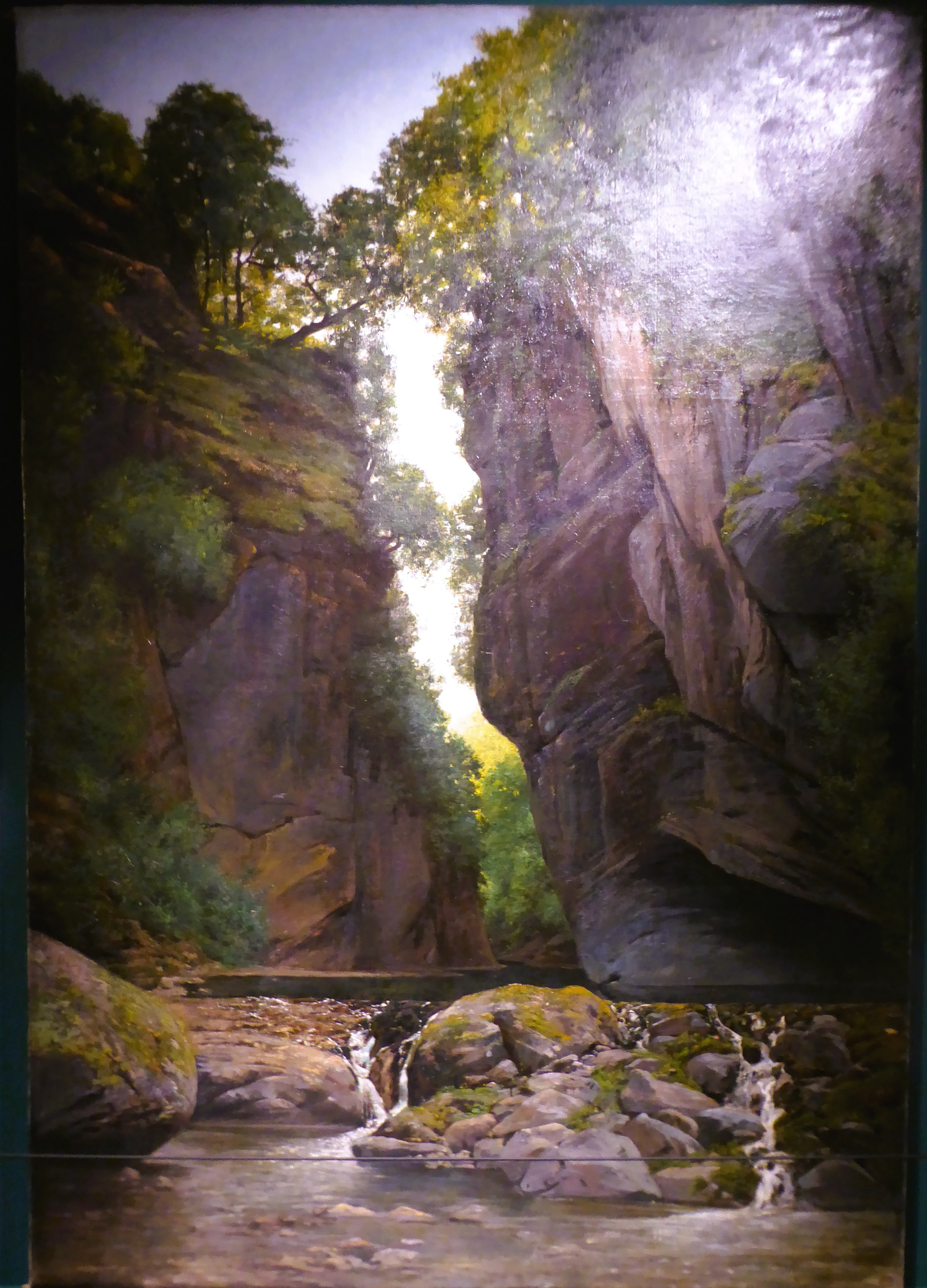
Le Pas-de-la-Cère de Jean-Alfred Desbrosses, Salon de 1888, musée des Beaux-Arts de Chartres.

  - la chapelle Notre-Dame-de-la-Consolation
  - l'église gothique Saint-Martin
  - Le chaos de Casteltinet
  - le Pas de Cère
  - Ancienne centrale hydroélectrique de Vic
- À Vic-sur-Cère
  - la cascade du trou de la Conche (sur le ruisseau l'Iraliot)
  - les jardins suspendus du château de Cols
  - l'église paroissiale Saint-Pierre
  - les maisons anciennes
- À Polminhac :
  - l'église paroissiale Saint-Victor
  - le château de Pesteils
- À Yolet : la chapelle de l'ancien château du Doux
- À Arpajon-sur-Cère : le château de Conros
  - Le pont médiéval de Cabrières
- À Sansac-de-Marmiesse :
  - le château de Veyrières
  - Le lac de Saint-Étienne-Cantalès et ses bases de loisirs
- À Laroquebrou :
  - le château de Laroque
  - l'église Saint-Martin
- Les gorges de la Cère avec le belvédère du Rocher du Peintre à Camps-Saint-Mathurin-Léobazel

### Protections
- Le parc naturel régional des Volcans d'Auvergne recouvre :
Les cours de la Cère, depuis leurs sources jusques et y compris Vic-sur-Cère.

- Le réseau Natura 2000 distingue plusieurs zones d'intérêt faunistique sur le cours de la Cère :
Les cours de la Cère, depuis leurs sources jusqu'aux abords d'Aurillac, sont identifiés comme sites très importants pour la préservation de la loutre (lutra lutra)[11].
Le cours inférieur de la Cère, de Montvert jusqu'à sa confluence avec la Dordogne, est important pour les populations d'écrevisse à pattes blanches, la loutre, les lamproies et le saumon atlantique grâce aux frayères et plusieurs espèces de chauves-souris qui nichent ou hibernent dans les gorges de la Cère[12].

## Mise en valeur archéologique et touristique

### Cascades
La partie haute, entre le Pas-de-Cère et Vic-sur-Cère, comporte de nombreux affluents qui descendent de la montagne avec des passages en cascade qui sont pittoresques.
On peut mentionner sur la rive droite, en descendant :
- Ruisseau de Saint-Jacques-des-Blats, 3 cascades ;
- Ruisseau de Lasmolineries, à Thiézac, avec 8 cascades, dont deux importantes, le Faillitoux et la Roucolle (sites classés) ;
- Ruisseau de la Salihe, 2 cascades ;
- Cascade de la Conche, sur l'Iraliot, torrent qui traverse le vieux bourg de Vic (site classé) ;
- Ruisseau de Cabrespine, en aval de Laroquebrou, 1 cascade ;

Et sur la rive gauche en descendant :
- Ruisseau de Delbaret, 1 cascade ;
- Ruisseau de Nervèze, à Thiézac, 1 cascade ;
- Ruisseau de Brunobre, à Sansac-de-Marmiesse, 1 cascade ;
- Ruisseau de Lasbordes, à Siran, 1 cascade.

### Gorges
En commençant par l'amont, on peut mentionner :
- Le Chaos de Casteltinet
- Le Pas de Cère, gorge de 23 mètres de haut entaillée dans un verrou morainique. Promenade aménagée au XIXe siècle sur les conseils du Touring club de France. Le site est classé.
- Lorsqu'elle pénètre dans le département du Lot, la Cère coule au fond d'une gorge profonde où passe aussi la voie de chemin de fer allant d'Aurillac à Brive, ce qui en fait un voyage pittoresque.

### Lacs, plans d'eau
- Le lac de Saint-Étienne-Cantalès.

### Ponts remarquables
- La passerelle du Pas de Cère, installée au XIXe siècle ;
- Le pont de Comblat dépendait du château de Comblat ;
- Le pont de Cabrières, à Arpajon-sur-Cère, avait un péage au XIIIe siècle ;
- Le pont de Laroquebrou est attesté au XIIIe siècle.

### Promenades, excusions
- GR 400 - Tour de la haute vallée de la Cère par les chemins de crêtes
- GR 652